# Rukopis nalezený v láhvi
Rukopis nalezený v láhvi (v originále "MS. Found in a Bottle") je povídka Edgara Allana Poa z roku 1833. Původně byla uveřejněna v roce 1831 a autor se teprve po uplynutí několika let seznámil s mapami od Mercatora, které zachycují místa, kde se příběh odehrává.
V roce 1833 pak zvítězila v soutěži listu The Baltimore Saturday Visiter. Poe zaslal povídku do soutěže vyhlášené tímto týdeníkem. Porotě se zamlouvalo vícero příspěvků, ale jednomyslně vybrala za vítěze „Rukopis nalezený v láhvi“, což autorovi vyneslo 50 $ výhry. Povídka byla následně v novinách otištěna 19. října 1833.
Děj povídky se odehrává na moři, obdobně je tomu i u dalších povídek Edgara Allana Poea Podlouhlá bedna a Pád do Maelströmu. Někteří kritici věří, že se jedná o satiru klasických mořských příběhů tehdejší doby.

## Děj
Příběh začíná citátem tragédie Atys francouzského dramatika a libretisty Philippa Quinaulta:
| „                          | Komu zbývá jen chvilka života, nemá, co by skrýval. | “ |
| — Philippe Quinault - Atys |                                                     |   |

Vypravěč, k ničemu nevázaný muž, jenž zdědil určité jmění a přiklání se k přísně fyzikálnímu pojetí světa se vydává na plavbu z přístavu Batavia na Jávě po Sundském souostroví. Nemá konkrétní cíl, pudí jej nutkavý nepokoj. Loď veze náklad bavlny a oleje z Lakadiv.
Po mnoha dnech plavby se objeví na obloze podivný mrak, začne být nesnesitelné vedro a vzduch je nehybný. Tyto příznaky nikterak neruší kapitánovu bohorovnost, jenž prohlásí, že nehrozí žádné nebezpečí.
Tento omyl stojí životy všech členů posádky kromě vypravěče a starého Švéda, kteří jako jediní přežijí masivní vlnu, jež se z boku převalí přes loď. Vítr si hraje s poničeným plavidlem a žene jej před obrovitou vodní stěnou.
Útrapy na rozbouřeném moři trvají celých pět dní, kdy se zoufalá dvojice živí pouze kousky palmového cukru. Připoutají se k pahýlu stěžně a zarputile shlížejí na zuřící oceán v očekávání smrti. Ta přijde a vezme si s sebou starého Švéda, když se předtím loď plovoucí v podivuhodné vodní strži střetne s cize vypadající lodí velkých rozměrů. Neznámá loď se na ně zřítí z vodního srázu a vypravěč je vymrštěn na její palubu.
Zde se nejprve ze strachu ukryje, pak však zjistí, že posádka včetně kapitána se chová podivně. Všichni vypadají věkovitě a nikdo nebere jeho přítomnost na vědomí.
Uvědomí si, že nikdo z členů lodi jej nevidí ani neslyší. Zřejmě se z lodi nezachrání a tak začne sepisovat svůj příběh. Loď pluje stále k jihu, míjí ledové bloky a snad míří přímo k jižnímu pólu. Nikým nepovšimnutý muž na palubě stačí vhodit zaznamenaný příběh v láhvi do moře, než se loď dostane do obrovského víru a je jím pohlcena.
V epilogu E. A. Poe uvádí :
| „                                      | „Rukopis nalezený v láhvi“ byl původně uveřejněn v roce 1831, a teprve po mnoha letech jsem se obeznámil s mapami zeměpisce Mercatora, na kterých je oceán znázorněn tak, že čtyřmi rameny proniká do (severního) Polárního zálivu a tam jej pohlcují útroby země; pól sám je znázorněn černým útesem, který strmí do závratné výšky. | “ |
| — E. A. Poe - Rukopis nalezený v láhvi | |   |

Nejasností zůstává uvedený datum 1831, povídka vyšla v roce 1833 v listu The Baltimore Saturday Visiter, je možné, že se jedná o chybu v překladu či překlep.

## Analýza
Děs povídky těží z popisu světa za hranicemi lidského chápání. Vypravěč v úvodu zdůrazňuje, že se pevně spoléhá na fyzikální, smysly prozkoumané pojetí světa a reality. Tento životní postoj bere za své, když se muž po strastiplné pouti oceánem střetává s neznámou lodí, která nepůsobí dojmem, že je ze skutečného světa. Ví, že se nikdy nedopátrá povahy těchto nových zážitků.
Poeův životopisec Kenneth Silverman tvrdí, že příběh je „crescendo stále přítomné hrůzy ve tváři věčného cizince a bezprostřední katastrofy“. Tato vyhlídka neznámé katastrofy vypravěče zároveň děsí i aktivizuje. Stejně jako hlavní postava v jiné autorově povídce Berenice žije vypravěč především studiem knih.
Cizí loď, na níž se vypravěč ocitne evokuje legendární loď duchů Bludného Holanďana. Řada kritiků prohlašuje, že závěr povídky odkazuje na teorie Dutozemě Johna Clevese Symmese a Jeremiaha N. Reynoldse. Symmes a Reynolds ve svých teoriích zastávají názor, že planeta Země je uvnitř dutá a obývaná a její nitro je přístupné přes otvory na obou pólech. Tato idea byla považována za vědecky věrohodnou během 19. století. Poe také začlenil Symmesovy teorie do svého pozdějšího románu Příběhy Arthura Gordona Pyma (The Narrative of Arthur Gordon Pym of Nantucket - 1838). Dílo vykazuje mnoho podobností s povídkou Rukopis nalezený v láhvi včetně náhlého konce v Antarktidě.
Poeovo dílo může parodovat více bizarních tvrzení Symmesovy teorie. Někteří učenci předpokládají, že povídka byla míněna jako parodie či satira na mořské příběhy, obzvláště ve světle absurdního děje a faktu, že vypravěč je přesto schopen zaznamenávat veškeré příhody do deníku. Další povídky včetně Bon-Bonu, které E. A. Poe napsal během tohoto období byly pojaty humorně nebo jako burleska. William Bittner například napsal, že parodovaly konkrétně romány skotské spisovatelky Jane Porterové Sir Edward Seaward's Narrative (1831) a Smyzonia (1820). Pod pseudonymem „kapitán Adam Seaborn“ se může skrývat John Cleves Symmes.

## Kritické odezvy
Redaktoři, kteří poprvé publikovali povídku Rukopis nalezený v láhvi ji nazvali „nesmírně přitažlivou díky své energické a poetické imaginaci, bohatému stylu, plodné invenci a různým kuriózním znalostem“.
Poeův žák Scott Peeples shrnuje význam povídky větou „příběh, který zahájil kariéru E. A. Poea“.
Povídka se pravděpodobně stala inspirací pro román Bílá velryba amerického spisovatele Hermana Melvilla. Jak poznamenal Jack Scherting:
| „                | Dvě známá díla americké literatury 19. století v ich-formě jsou příběhem bystrých mužů, kteří se puzeni vnitřním nepokojem vydávají na moře, aby se záhy ocitli na podivné lodi. Loď se zvláštní posádkou a kapitánem je zničena stěží pochopitelnou katastrofou. Příběhy s tragickým koncem plavby si nikdy nezískaly publikum, nenastala totiž žádná očekávaná šťastná pointa. Těmi literárními díly jsou samozřejmě Bílá velryba (1851) Hermana Melvilla a Rukopis nalezený v láhvi (1833) Edgara Allana Poea a podobnosti mezi oběma jsou natolik blízké, že lze předpokládat spíše příčinný nežli náhodný vztah mezi oběma příběhy. | “ |
| — Jack Scherting | |   |

## Poznámky

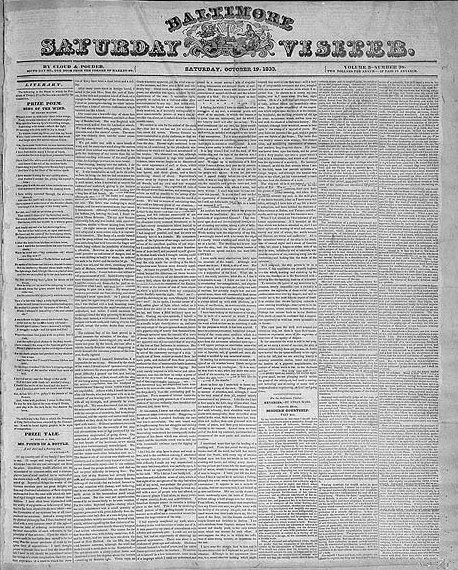
Noviny Baltimore Saturday Visiter